# City of Marion
City of Marion – jednostka samorządowa wchodząca w skład aglomeracji Adelaide. Rada Miejska ma swoją siedzibę w dzielnicy Sturt. Marion zamieszkuje 82229 osób (dane z 2007), powierzchnia wynosi 55,5 km².

## Dzielnice
W nawiasach podany jest kod pocztowy. 
- Ascot Park (5043)
- Clovelly Park (5042)
- Darlington (5047)
- Dover Gardens (5048)
- Edwardstown (5039)
- Glandore (5037)
- Glengowrie (5044)
- Hallett Cove (5158)
- Marino (5049)
- Marion (5043)
- Mitchell Park (5043)
- Morphettville (5043)
- O'Halloran Hill (5158)
- Oaklands Park (5046)
- Park Holme (5043)
- Plympton Park (5038)
- Seacliff Park (5049)
- Seacombe Gardens (5047)
- Seacombe Heights (5047)
- Seaview Downs (5049)
- Sheidow Park (5158)
- South Plympton (5038)
- Sturt (5047)
- Trott Park (5158)
- Warradale (5046)